# Glyphodes naralis
Glyphodes naralis is een vlinder uit de familie van de grasmotten (Crambidae), uit de onderfamilie van de Spilomelinae. De wetenschappelijke naam van deze soort is voor het eerst voorgesteld door Cajetan Freiherr von Felder, Rudolf Felder en Alois Friedrich Rogenhofer in een publicatie uit 1875.
De soort komt voor in India, Bhutan, Nepal, de Filipijnen, Brunei, Maleisië (Malakka, Sarawak) en Indonesië (Sumatra, Java).